# Svetli (Calmúquia)
|  | Per a altres significats, vegeu «Svetli». |

Svetli (en rus: Светлый) és un poble (un possiólok) de Calmúquia, a Rússia, segons el cens del 2012 tenia 485 habitants. Pertany al districte municipal d'Ikí-Burul.